# Willys MB

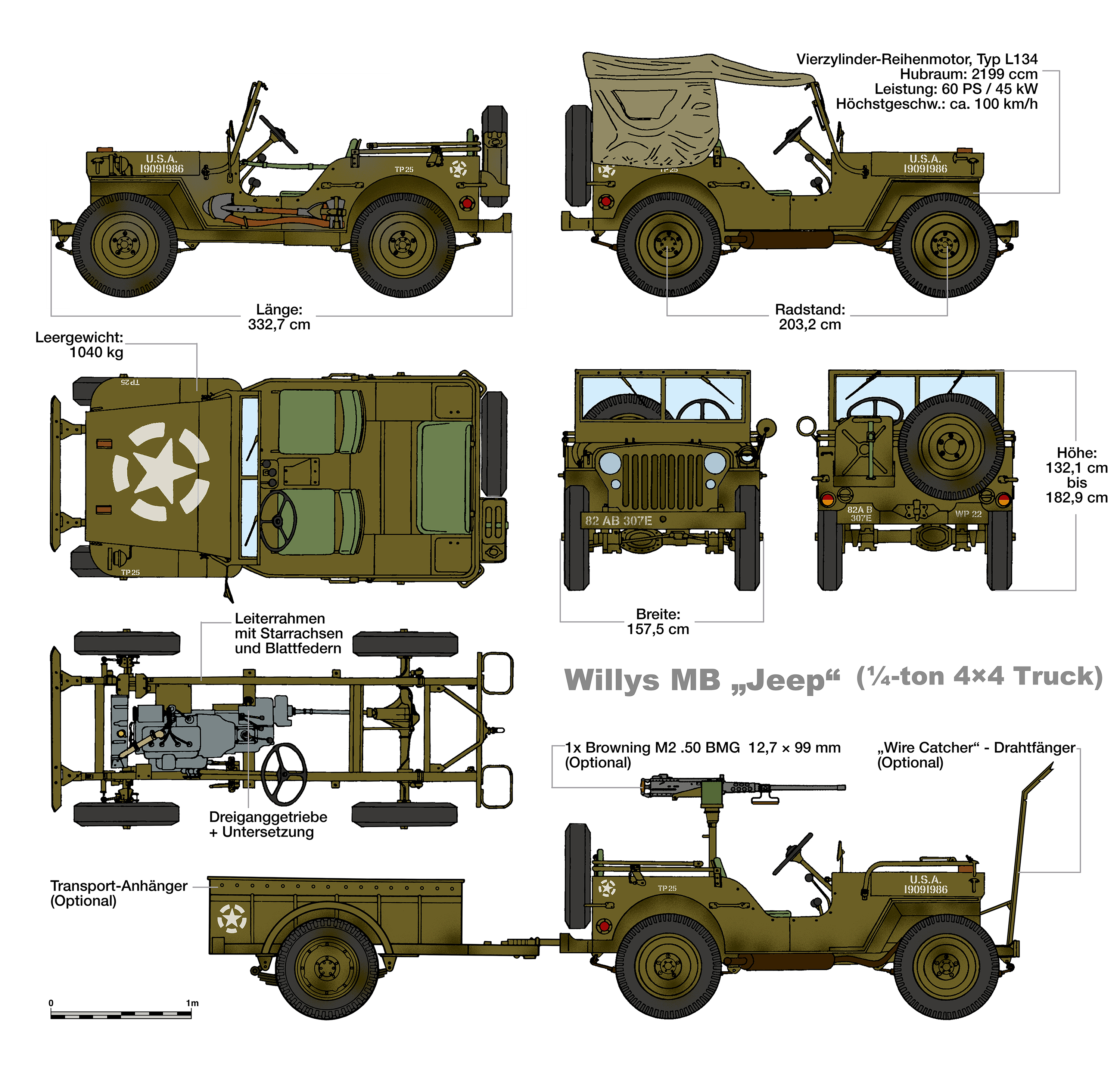
4-Seiten-Illustration eines Willys MB mit zusätzlichen technischen Basis-Informationen

Der Willys MB mit der offiziellen Armeebezeichnung ¼-ton 4 × 4 truck und der Kurzbezeichnung Jeep gilt als Urtyp des Pkw-Geländewagens. Er ist auch der Urahn der noch heute unter der Marke Jeep verkauften Geländewagen und Sport Utility Vehicles von Stellantis. Das robuste Fahrzeug mit zuschaltbarem Allradantrieb wurde aufgrund einer Ausschreibung der US Army ab 1940 entwickelt. Die US-Streitkräfte suchten während des Zweiten Weltkriegs ein kleines und geländegängiges Allzweckfahrzeug, das relativ billig und in großer Stückzahl hergestellt werden konnte.

## Name
Die Soldaten nannten den Geländewagen kurz „Jeep“. Über die Herkunft dieser Bezeichnung, den sich Willys-Overland Company in Toledo, Ohio, erst 1950 als Markennamen schützen ließ, gibt es zwei Theorien: Er könnte sich aus der verballhornten Aussprache der Abkürzung „GP“ (sprich: „Dschieh Pieh“) gebildet haben, die in einem Armeehandbuch stand, möglicherweise als Abkürzung für „General Purpose“ (Allzweckfahrzeug). Allerdings wurden die Fahrzeuge weder in der Ausschreibung noch später offiziell als General Purpose Vehicle bezeichnet. Nur Ford benutzte das Kürzel „GP“ für seine Modelle als internen Werkscode (G für government-use, und P als Kennzeichnung für 80 Zoll Radstand). Eine andere Theorie besagt, der Name stamme von einer Figur aus der Comicserie Popeye: Das Fabelwesen „Eugene the Jeep“ half mit seinen übernatürlichen Fähigkeiten seinem Freund Popeye, wenn dieser trotz seines Spinatkonsums nicht weiterwusste.
Wahrscheinlich war es der Chef-Testfahrer von Willys-Overland, Irving Red Hausmann, der den Namen publik machte, und zwar im Februar 1941, als er „seinen“ Jeep der Presse vorstellte. Es ist überliefert, dass er bei der Pressevorstellung mit dem Jeep die Treppe des Kapitols in Washington hochfuhr – begleitet von der Washington Daily News-Journalistin Katherine Hillyer. Wieder am Fuß der Treppe angekommen, fragte einer der Zuschauer, was das denn für ein Auto sei. Hausmann: „It’s a Jeep.“ Hillyer übernahm diesen Namen für ihren Artikel – und damit war der Name Jeep für alle Zeiten etabliert und wurde sogar von den Militärs als offizielle Bezeichnung akzeptiert. Der Artikel mit dem Foto des Willys MB samt Jeep in der Bildunterschrift erschien in der Washington Daily News vom 20. Februar 1941.

## Geschichte
Der erste Prototyp des späteren Jeep wurde unter dem Kürzel BRC (für Bantam Reconnaissance Car = „Bantam-Aufklärungswagen“) von der American Bantam Car Company in Butler, Pennsylvania, entwickelt und hergestellt und bereits im September 1940 der US-Armee übergeben. Der weitere Verlauf der endgültigen Auftragserteilung ist selbst in den USA von vielen Mutmaßungen umnebelt. So sollen beispielsweise die Kopien der Original-BRC-Baupläne von den Militärs ohne die Zustimmung von American Bantam weitergereicht worden sein. Das Verteidigungsministerium bestellte daraufhin je 1500 Testexemplare des Willys MA, des Ford GP und des Bantam BRC (Bantam lieferte tatsächlich etwa 2600 Fahrzeuge und stellte dann die Automobilproduktion ein). Der Willys MA machte dank seines starken Motors das Rennen, und die eigentliche Herstellung in großen Stückzahlen wurde bald darauf von Willys-Overland und etwas später auch von Ford in Lizenz aufgenommen – beide Firmen hatten ihre eigenen Prototypen erst im November 1940 präsentiert. Willys-Overland überarbeitete vor der Massenproduktion den MA nochmals nach Vorgaben der Army und orientierte sich dabei am Ford GP. Das Ergebnis war der Willys MB, von dem bis zum Kriegsende rund 370.000 Stück produziert wurden. Die Ford-Modelle trugen fortan das Kürzel GPW (g=governmental; p=80 inch Radstand; w=Willys-Design) und basierten auf den Plänen und Vorgaben von Willys, von dessen MB-Modellen sie sich nur in kleinen Details unterschieden. Vom Ford GPW wurden etwa 270.000 Fahrzeuge hergestellt. Das inzwischen „Jeep“ genannte Fahrzeug wurde an vielen Fronten des Zweiten Weltkrieges eingesetzt. Er war fast unverwüstlich, einfach konzipiert und konnte leicht repariert werden.

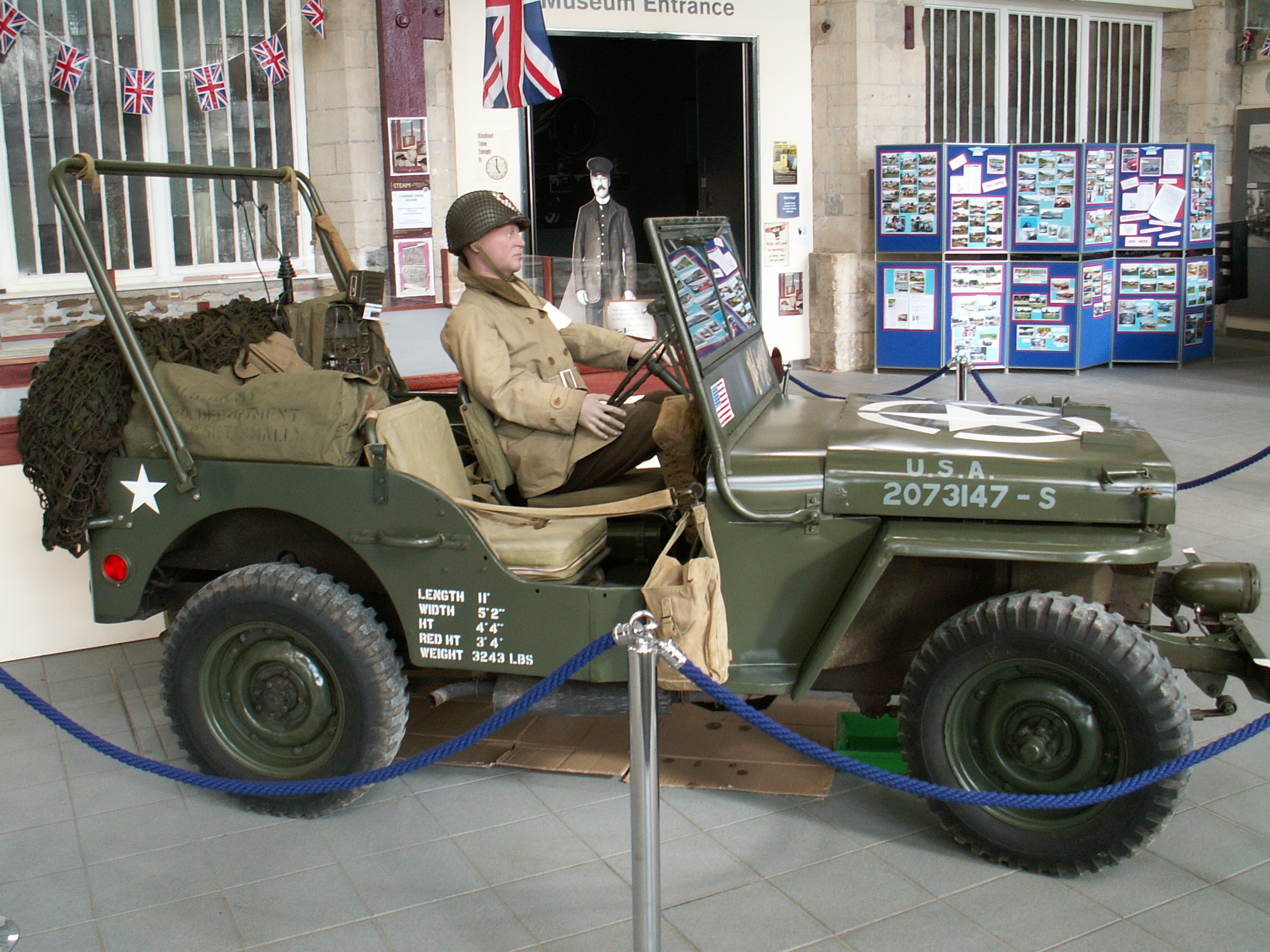
Willys MB in einem britischen Museum
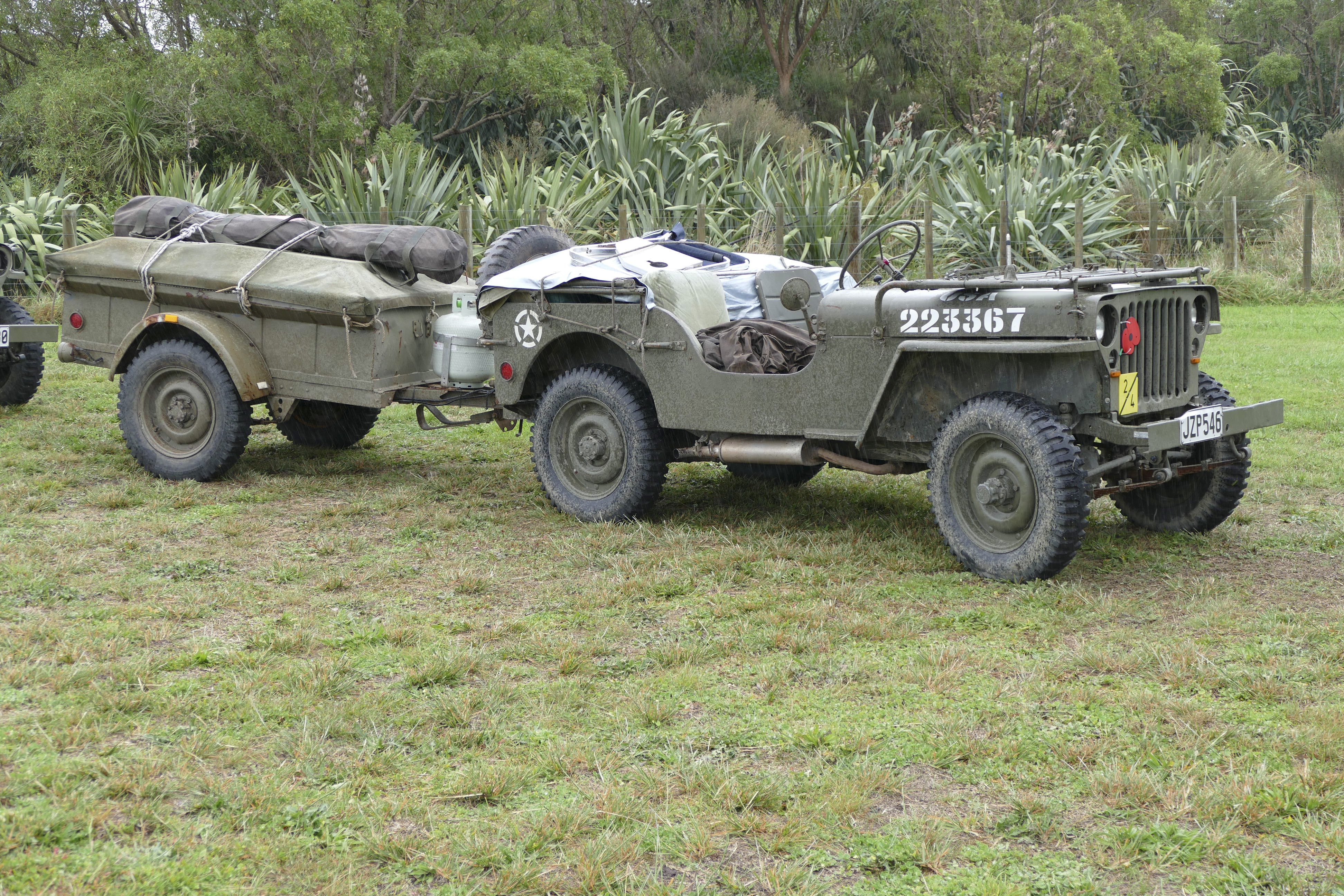
Willys MB mit Anhänger
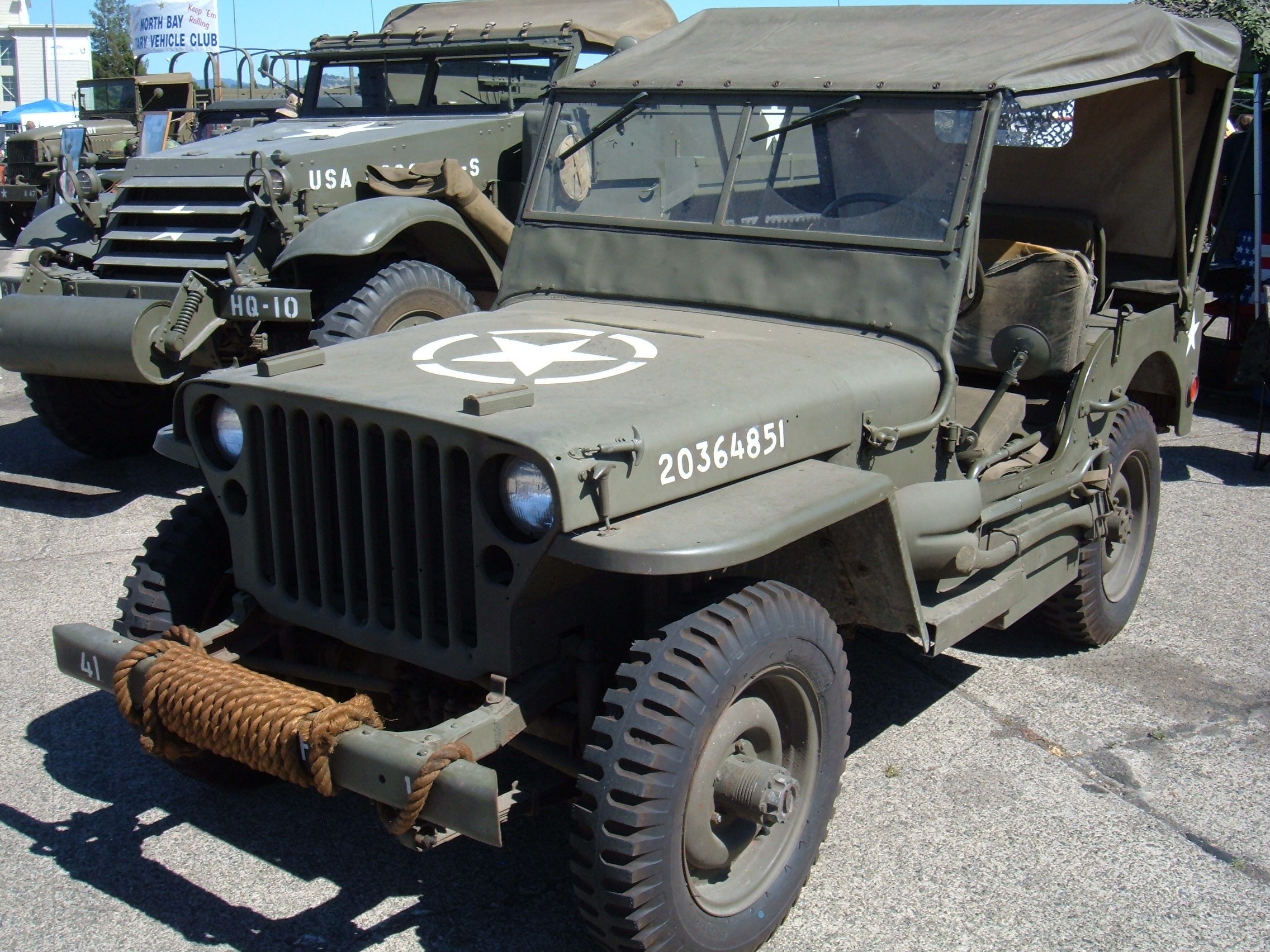
Willys MB mit Verdeck
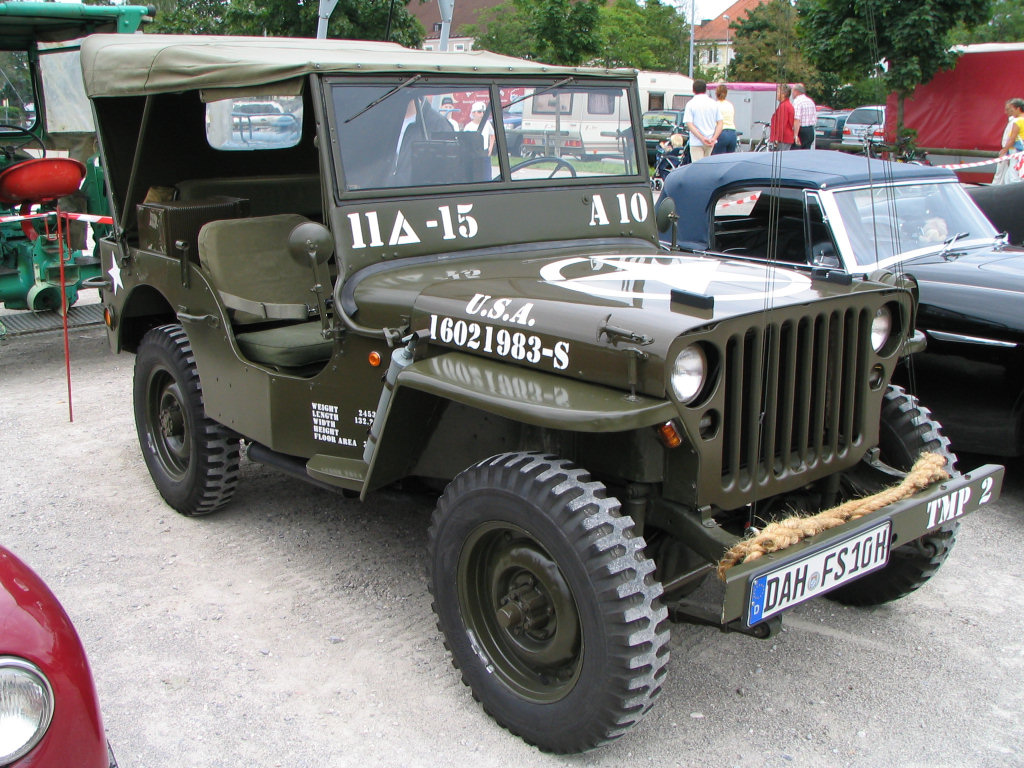
Restaurierter Willys MB (G503), Baujahr 1945

Der Willys MB hat einen 60 hp (45 kW) leistenden Motor mit 2,2 Liter Hubraum, ein synchronisiertes Getriebe mit drei Vorwärtsgängen sowie einem Rückwärtsgang und zuschaltbare Geländeuntersetzung. Der Motor wird mit einem Fußschalter in Wagenmitte gestartet. Im Normalbetrieb werden nur die Hinterräder angetrieben, Frontantrieb kann bei Bedarf zugeschaltet werden. Die drei Fahrstufen werden mit einem langen Mittelschalthebel gewechselt, Frontantrieb und Geländeuntersetzung mit den kleineren Hebeln rechts daneben. Auf Straßen erreicht der Willys MB eine Höchstgeschwindigkeit von 60 mph beziehungsweise fast 100 km/h. Trotz seiner rustikalen Ausstattung mit einfachsten Hängesitzen, ohne Türen und Fenster und nur mit einem leichten Stoffverdeck als Wetterschutz war der Wagen bei den GIs beliebt. „Er ist treu wie ein Hund, stark wie ein Maultier und flink wie eine Bergziege“, sollen US-Soldaten ihr Allzweckfahrzeug beschrieben haben.

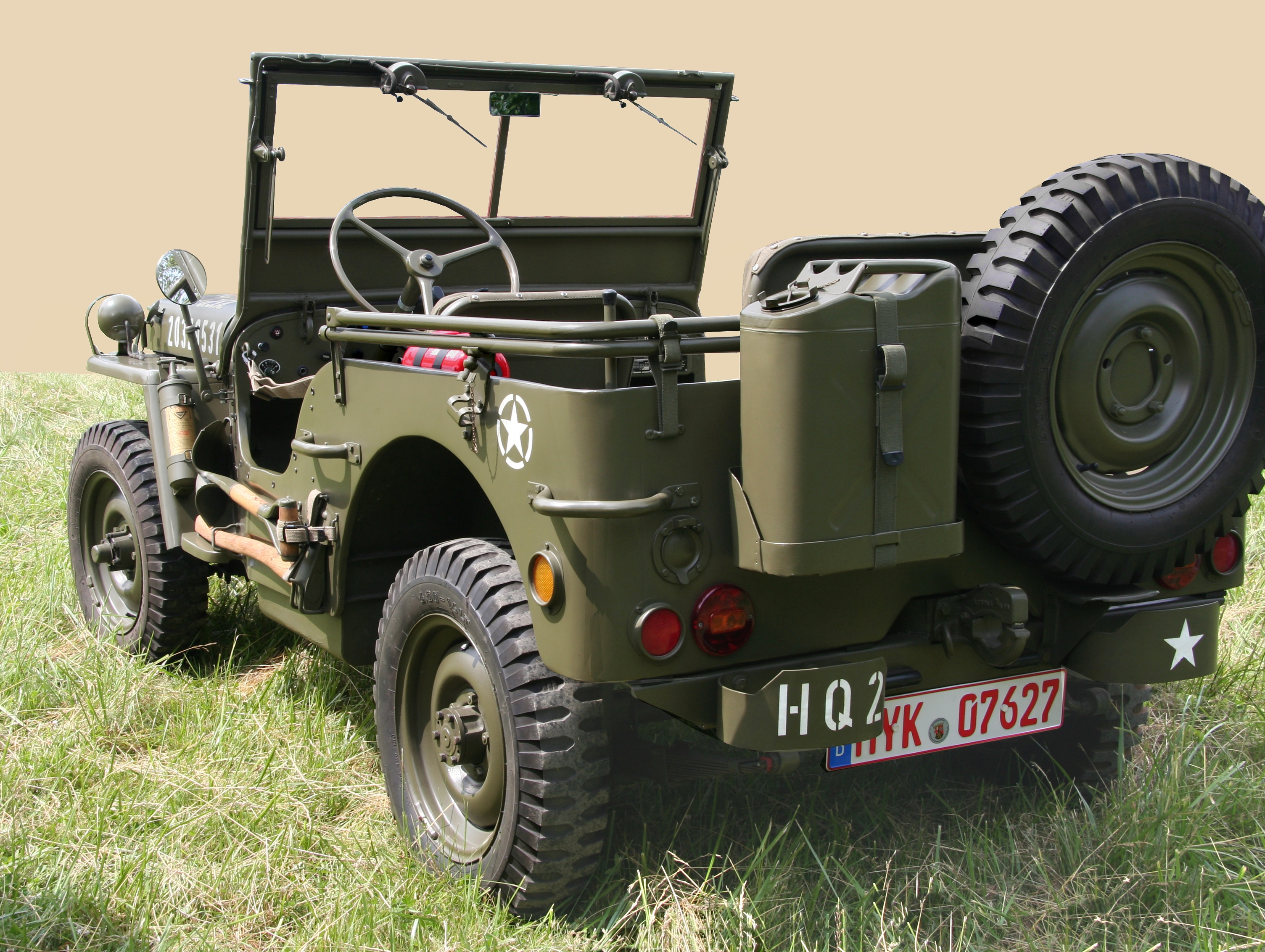
Willys MB offen mit Benzinkanister und Reserverad am Heck
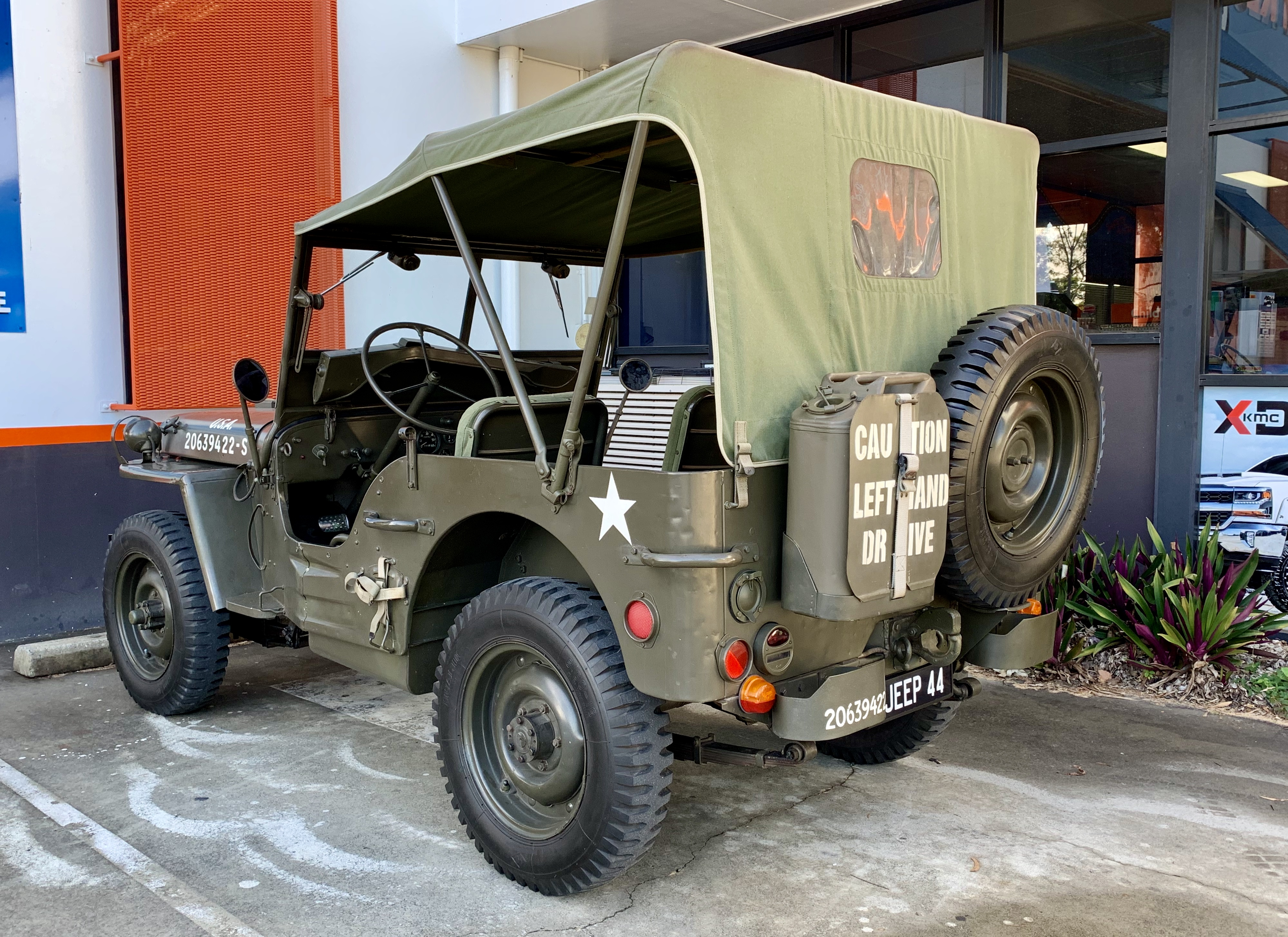
Willys MB mit Verdeck, Benzinkanister und Reserverad
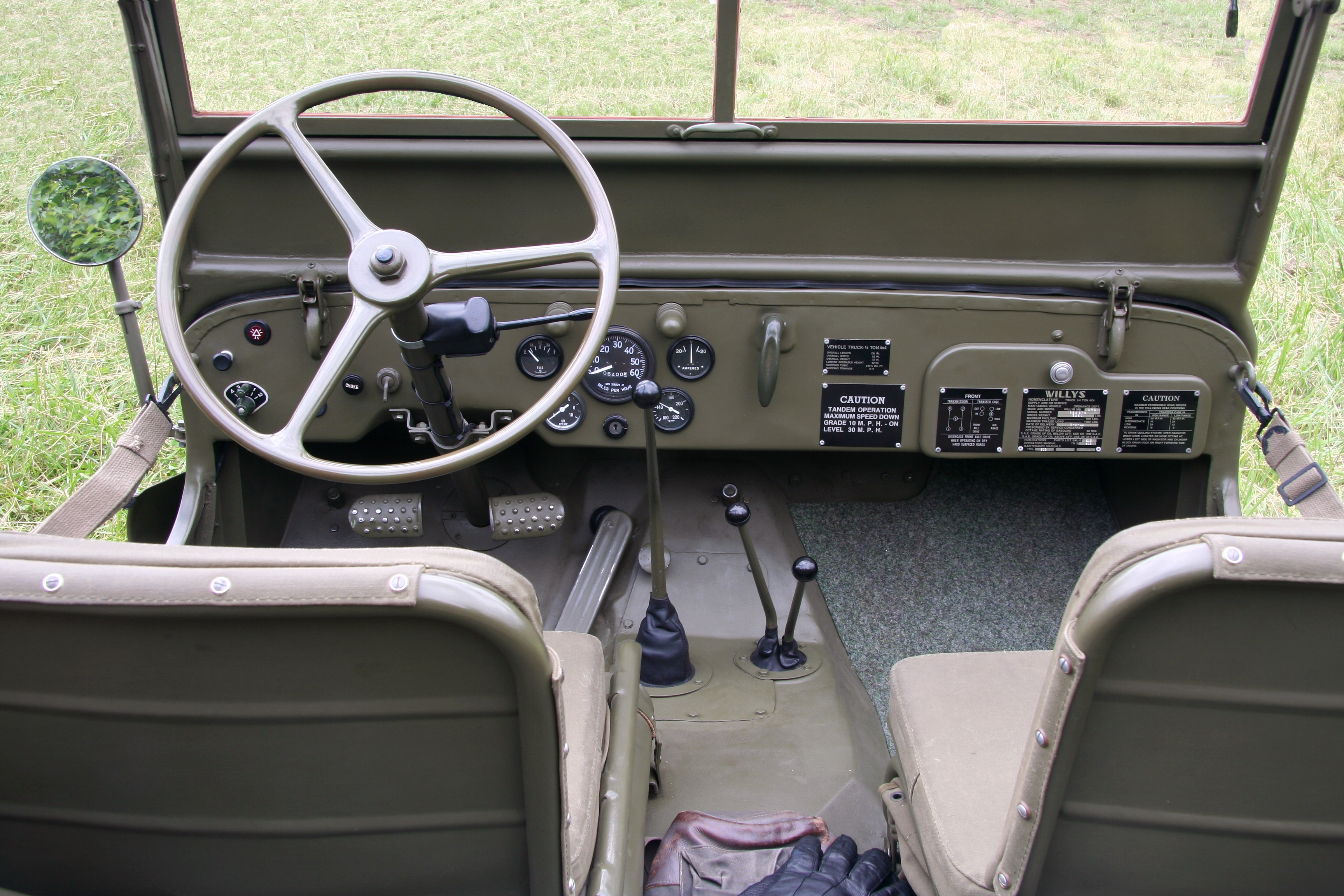
Innenraum, über dem Schaltknauf der Starter-Fußschalter
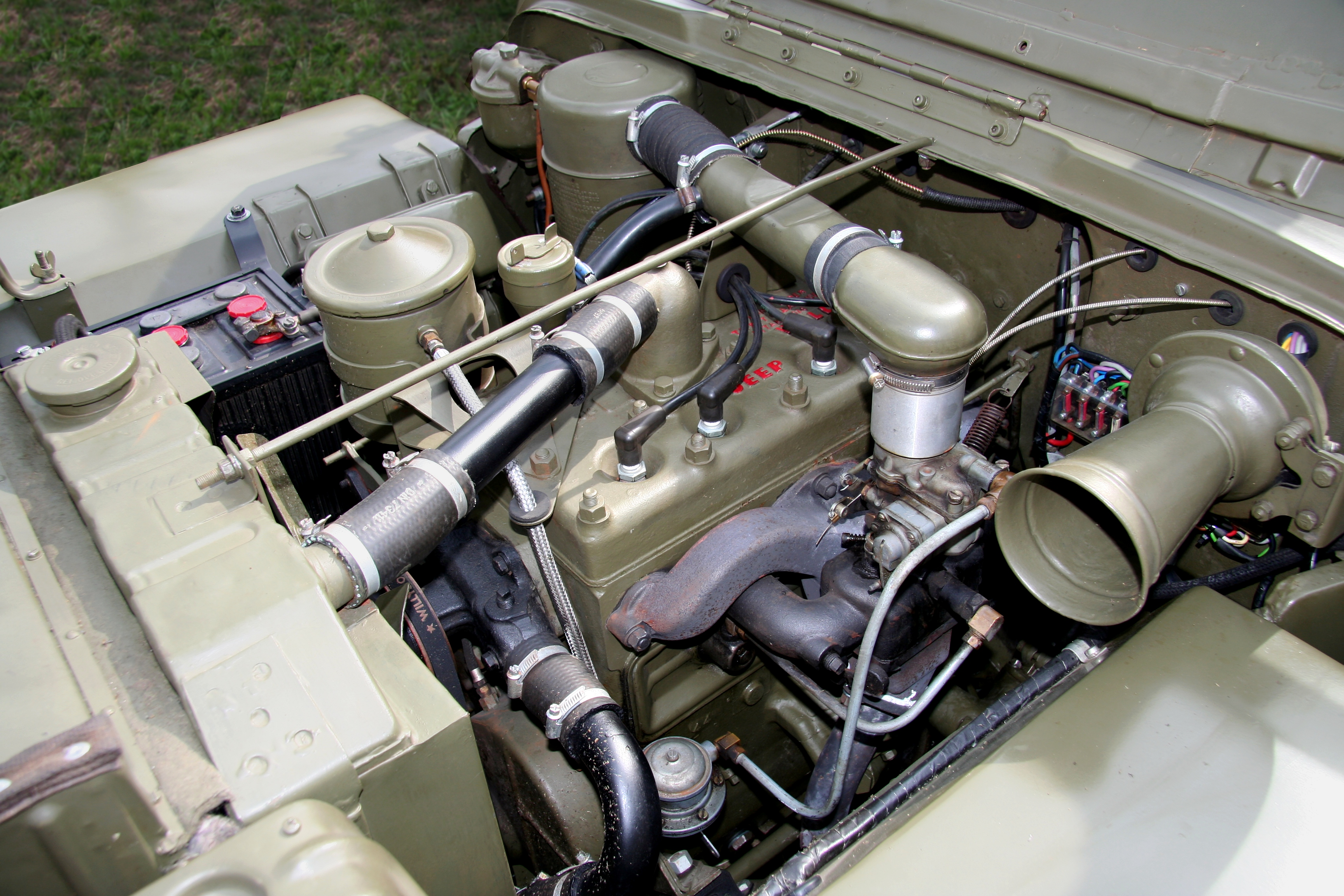
Motor des Willys MB

Das Fahrzeug wurde im Laufe des Krieges oft modifiziert. Es wurde mit verschiedenen Waffen ausgestattet, für die Hitze der Wüste mit einem separaten Wassertank versehen, und konnte mit einem speziellen Ausrüstungssatz auch durch hüfthohes Wasser waten. Von Ford wurde außerdem noch ein Schwimm-Jeep unter der Bezeichnung GPA (General Purpose Amphibian) gebaut, umgangssprachlich zuweilen „Seep (Seagoing Jeep)“ genannt. Das Fahrzeug basierte auf dem Original-GP, hatte aber als Karosserie einen schwimmfähigen Bootskörper mit Schraubenantrieb. Bis zum Kriegsende stellten Willys und Ford insgesamt fast 640.000 Jeeps her. Zu Zeiten der höchsten Produktion wurde alle zwei Minuten ein solches Geländefahrzeug fertiggestellt. Das deutsche Gegenstück, der Typ 82 von Volkswagen („Kübelwagen“), war nicht so geländegängig wie der Jeep, und erst der VW Typ 87 bzw. 166 („Schwimmwagen“) bekam einen – nur bis zu Schrittgeschwindigkeit (im Geländegang) nutzbaren – Allradantrieb. Der Rahmen des Daches und der Frontscheibe konnten ganz nach vorn geklappt werden, die Scheibe ließ sich nach oben ausstellen. Der Willys MB wurde in einer Holzkiste mit sämtlichen Zubehörteilen nach Europa verschickt und dort endmontiert. Zur Unterstützung wurden während des Krieges u. a. 77.900 Jeeps von den USA auf Basis des Leih- und Pachtgesetzes an die Sowjetunion geliefert.

## Nachfolgemodelle und zivile Ableger
Auch nach dem Krieg setzte sich die Erfolgsstory fort. Das Fahrzeug wurde für das Militär weiterentwickelt und erhielt als Nachfolgebezeichnung die Bezeichnung M38 (G740). Später folgte der M38 A1 (G758), der letzte Jeep im Dienst der US-Army. Danach beschafften die amerikanischen Streitkräfte den Ford MUTT M151, der ähnlich aussah, aber mit selbsttragender Karosserie und einzeln aufgehängten Rädern um einiges moderner als der Jeep konstruiert war und zum Beispiel im Vietnam-Krieg genutzt wurde. Äußerlich unterscheidet sich der MUTT vom Willys unter anderem durch die waagerechten Schlitze des Kühlergrills – beim Willys stehen sie senkrecht.
Auf zivilem Gebiet wurde der Jeep nach dem Zweiten Weltkrieg ebenfalls sehr populär, so wurde er in der Land- und Forstwirtschaft vieler Staaten eingesetzt. Das erste zivile Modell hatte die Typbezeichnung CJ-2A. Es gab auch einen CJ-1, aber von diesem existieren nur noch schriftliche Aufzeichnungen. Als direkter Nachfolger des CJ-2A kam der CJ-3A auf den Markt. Der M38 gleicht dem CJ-3A äußerlich, es gibt aber technische Unterschiede. Es folgte eine Vielzahl von Modellen, bis hin zum CJ-7.
Aus der zivilen Jeep-Produktion von Willys-Overland wurde Kaiser-Jeep (der Mutterkonzern Kaiser Industries ist bekannt für seine Massenproduktion von Liberty-Frachtschiffen mit geschweißten Schiffsrümpfen im Zweiten Weltkrieg), danach folgte AMC, die erstmals große Motoren (Reihen-6-Zylinder und V8-Motoren) in die Fahrgestelle einbauten. 1987 wurde AMC und damit der Name „Jeep“ durch die Chrysler Corporation gekauft. Die ersten Jeep Wrangler basierten auf dem Fahrgestell der CJ-7-Baureihe von AMC. Rover baute die Aluminiumkarosserien der ersten Prototypen des Land Rover auf Jeep-MB-Fahrgestellen auf.

## Lizenzmodelle
Vom französischen Autohersteller Hotchkiss wurde ab 1958 ein Lizenzmodell unter der Bezeichnung M201 hergestellt. Technisch ist der Hotchkiss wesentlich besser als der originale Willys MB, auch wenn er äußerlich identisch ist. Die Bordspannung der Elektrik wurde von 6 Volt auf 24 Volt erhöht und der Leiterrahmen wesentlich verstärkt. Darüber hinaus bekam der Hotchkiss ein modifiziertes „Allradgetriebe“. Die Getriebewelle wurde um 13 mm auf 32 mm (beim M38 auf 30 mm) verstärkt. Auch die hinteren Steckachsen wurden verbessert, so dass die Wahrscheinlichkeit des Abscherens beim Anfahren deutlich reduziert wurde.
Weiterhin wird der Willys-Jeep von der Firma Mahindra in Indien in Lizenz gebaut. Dieses Modell entspricht dem Willys CJ3B, allerdings mit einem Peugeot-Dieselmotor. In Taiwan ist der Willys MB auch unter dem Namen National Double-Ten bekannt.
Auch in Japan wurde der Jeep MB einige Jahre in Lizenz produziert, und zwar von Mitsubishi. Mitsubishi hatte die Auflage, keines dieser Fahrzeuge zu exportieren, deswegen wird außerhalb Japans kaum ein Mitsubishi-Jeep zu finden sein.

## Sonstiges
Das Synonym „Jeep“ wurde später zur allgemeinen Gattungsbezeichnung eines Fahrzeugtypes und wird heute umgangssprachlich für fast jedes kleinere Geländefahrzeug verwendet.
Auch nach über 60 Jahren hat der originale Jeep in vielen Ländern der Welt Fangemeinden. Wie bei vielen Oldtimern üblich, variiert der Preis stark in Abhängigkeit vom Restaurierungsgrad und der Nähe zum Originalzustand.
Das Fahrzeugkonzept verbreitete sich in den 1970er- und 1980er-Jahren im deutschsprachigen Raum durch den Suzuki LJ80 (gebaut bis 1982) und seinen Nachfolger, den Suzuki SJ. Damals war das Windsurfen populär; viele Surfer nutzten die geländegängigen Suzukis, um nah ans Wasser heranzufahren. Autos wurden in dieser Zeit auch Lifestyle-Attribute (siehe auch Trendsport).
Auf den Philippinen entwickelte sich aus den von den Amerikanern zurückgelassenen Fahrzeugen in den 1950er-Jahren eine eigene Fahrzeuggattung von oft verlängerten Um- und Nachbauten zur Verwendung als Sammeltaxis. Solche Jeepney-Fahrzeuge wurden auch noch 2016 mit erkennbarer Anlehnung an den Willys Jeep gebaut.

## Technische Daten

Schnittmodell
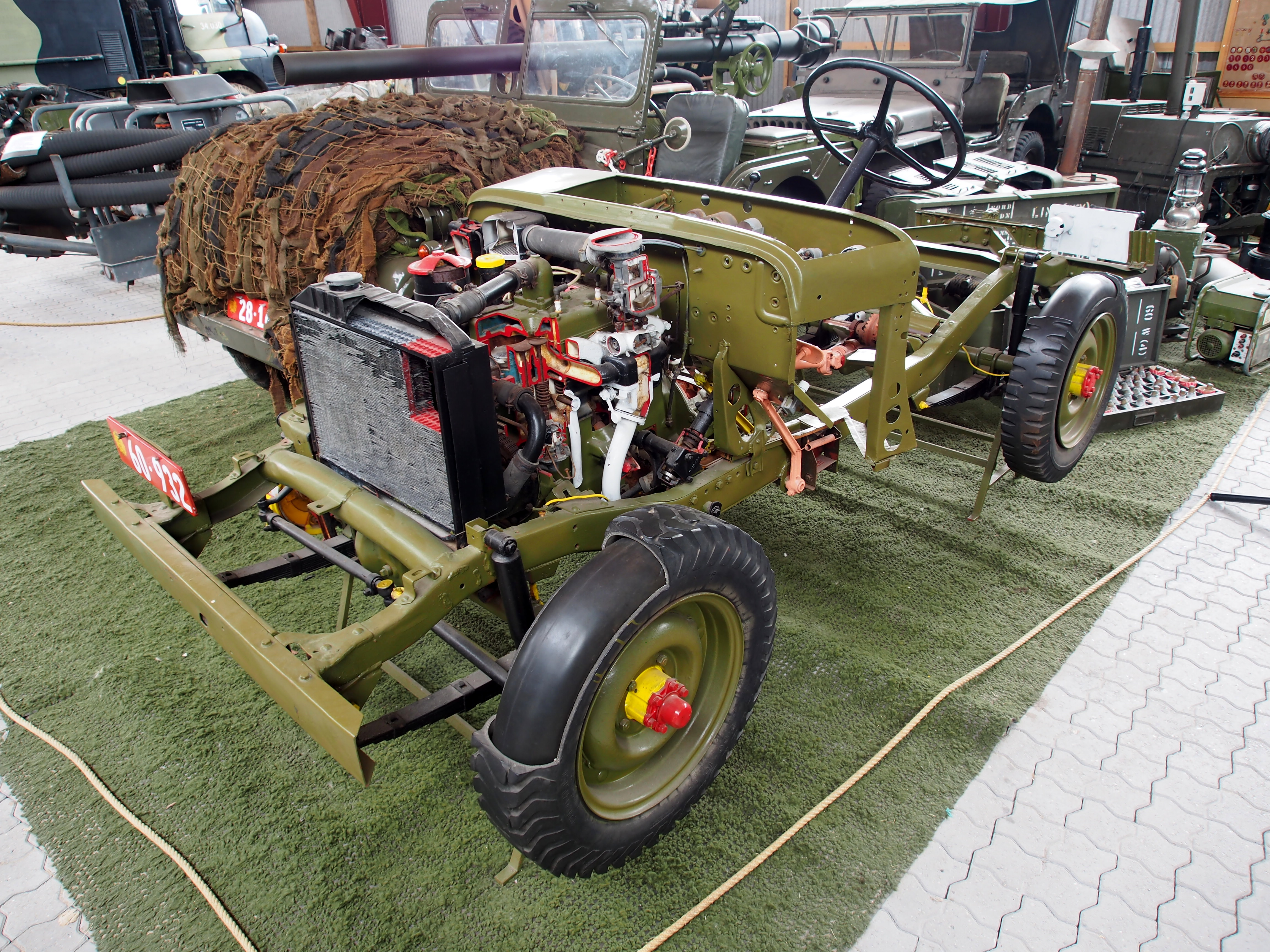
Gesamtansicht von schräg vorn
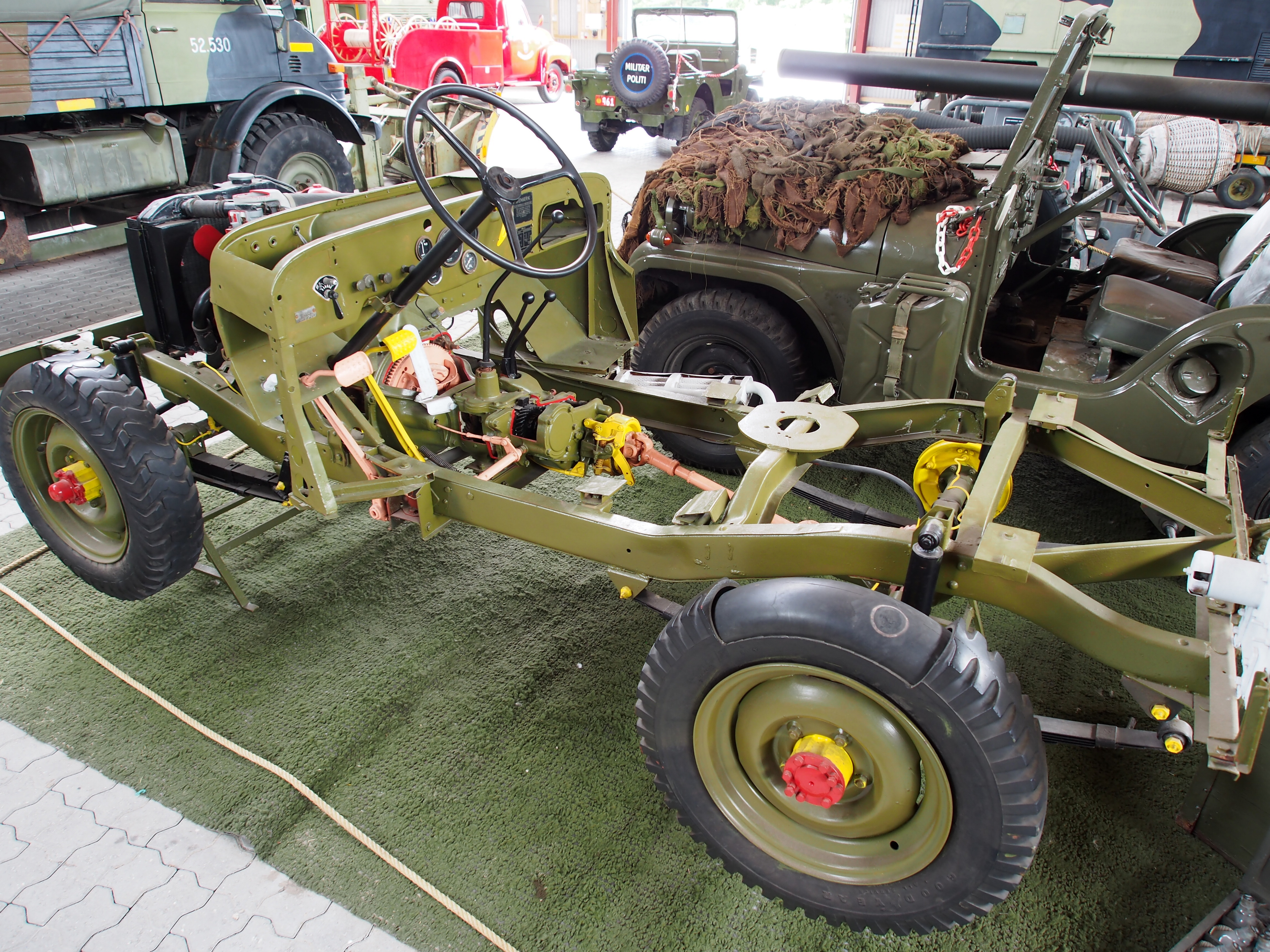
Gesamtansicht von schräg hinten
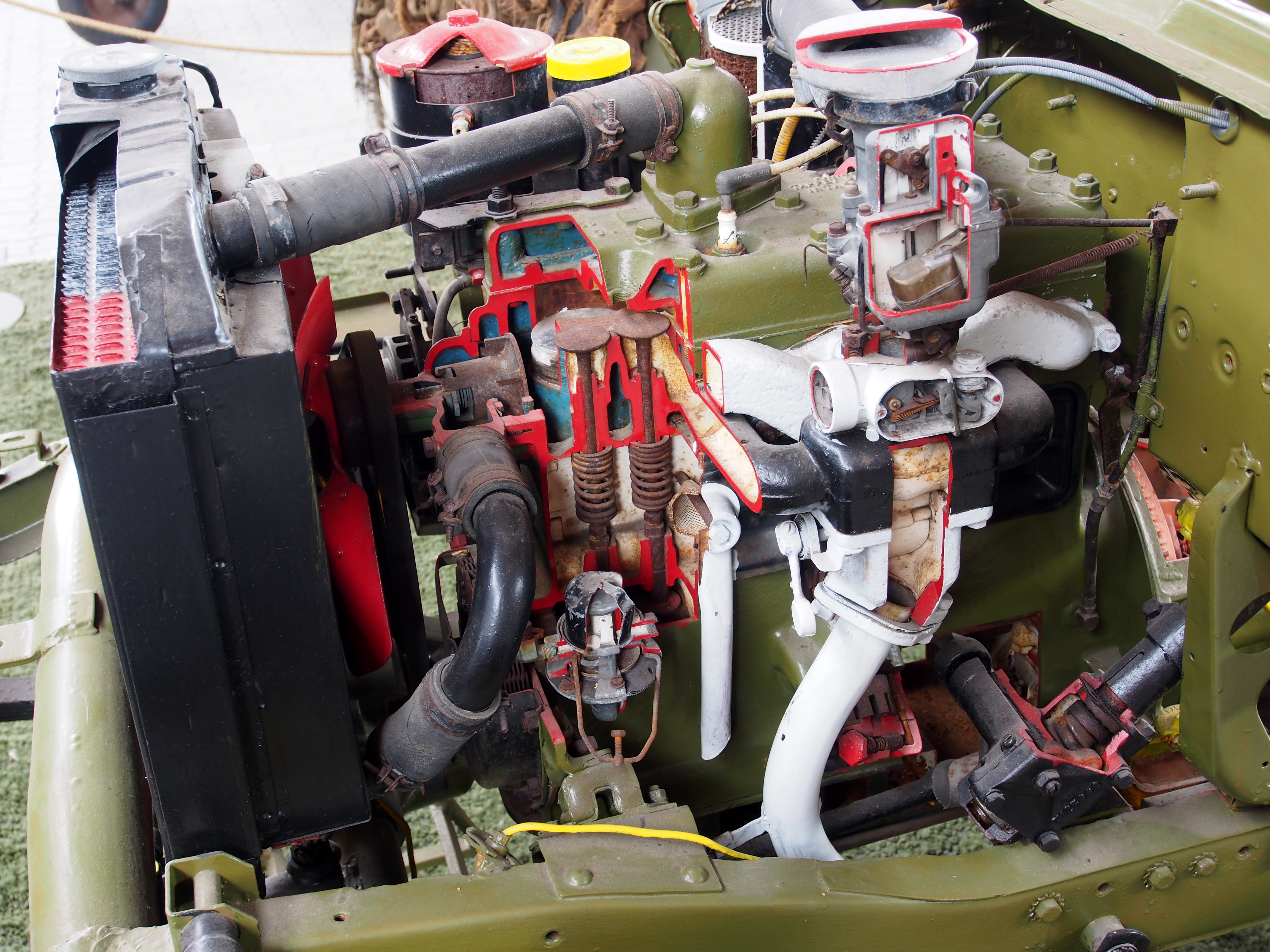
Motor
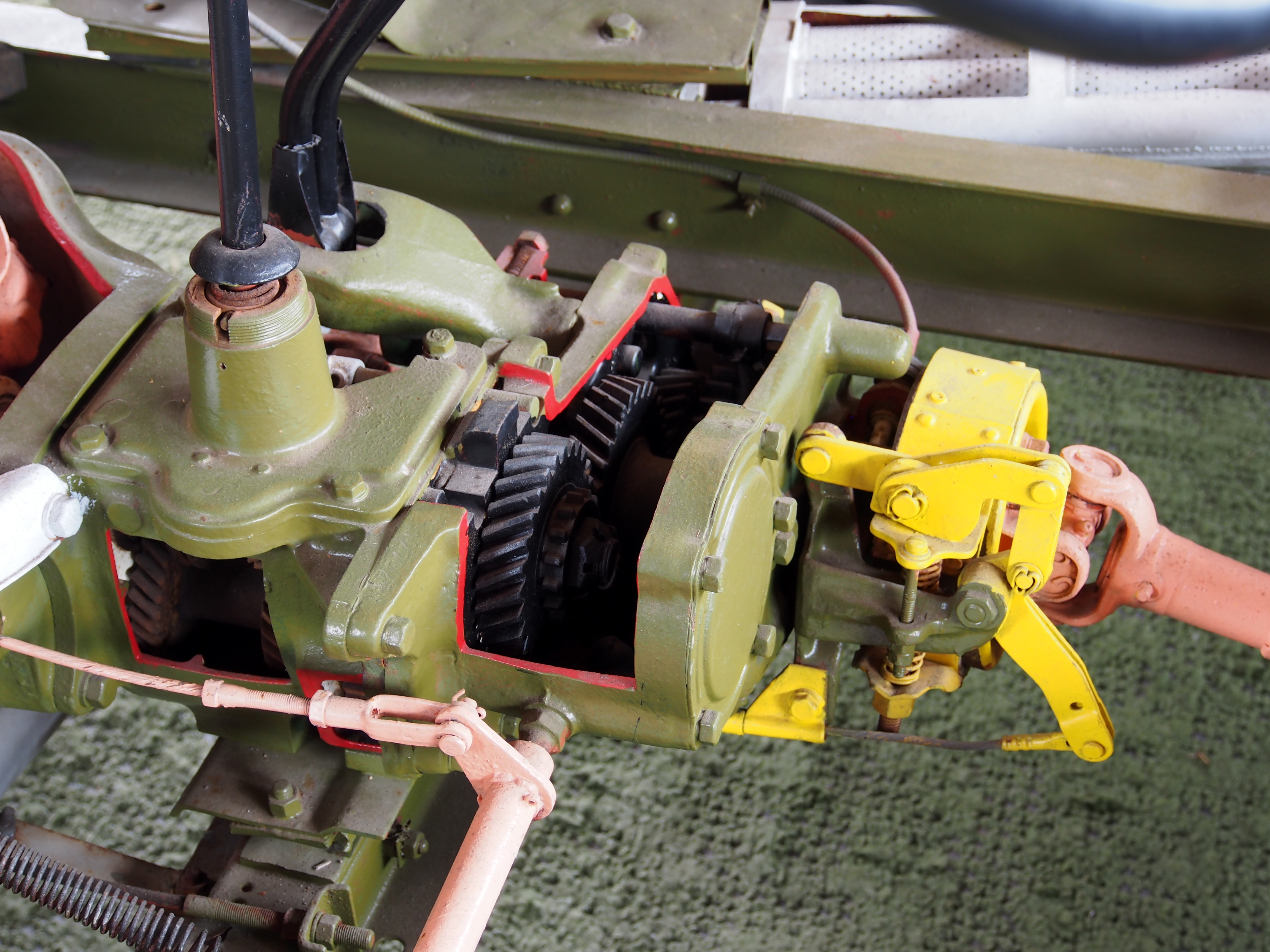
Getriebe

| Willys MB       | Willys MB                                                                                         |
| --------------- | ------------------------------------------------------------------------------------------------- |
| Motor           | Vierzylinder-Reihenmotor, Typ L134 Spitzname „Willys Go Devil“, vorn längs hinter der Vorderachse |
| Bohrung × Hub   | 3 1⁄8 in × 4 3⁄8 in (79,4 mm × 111,1 mm)                                                          |
| Ventilsteuerung | 2 stehende Ventile pro Zylinder (seitengesteuert), Nockenwelle mit Kette angetrieben              |
| Fahrgestell     | Leiterrahmen, Starrachsen vorn und hinten mit Blattfedern                                         |
| Bremsen         | Trommelbremsen vorn und hinten, Handbremse auf Getriebe wirkend                                   |
| Karosserie      | Offener Viersitzer                                                                                |